# Parafia Podwyższenia Krzyża Świętego w Sułowie
Parafia Podwyższenia Krzyża Świętego w Sułowie – parafia rzymskokatolicka, znajdująca się w archidiecezji warmińskiej, w dekanacie Bartoszyce. W parafii posługują księża diecezjalni. Według stanu na wrzesień 2024  proboszczem parafii był ks. kan. mgr Leszek Kuriata. 